# Kościół św. Paschalisa w Koziegłowach
Kościół św. Paschalisa Baylón w Koziegłowach – kościół parafii św. Paschalisa w Koziegłowach, wchodzącej w skład diecezji śląsko-łódzkiej Kościoła Starokatolickiego Mariawitów w RP
Posługę proboszcza w parafii pełni kapłan z parafii św. Marii Magdaleny w Gniazdowie, który obsługuje także parafię Matki Bożej Nieustającej Pomocy w Starczy.

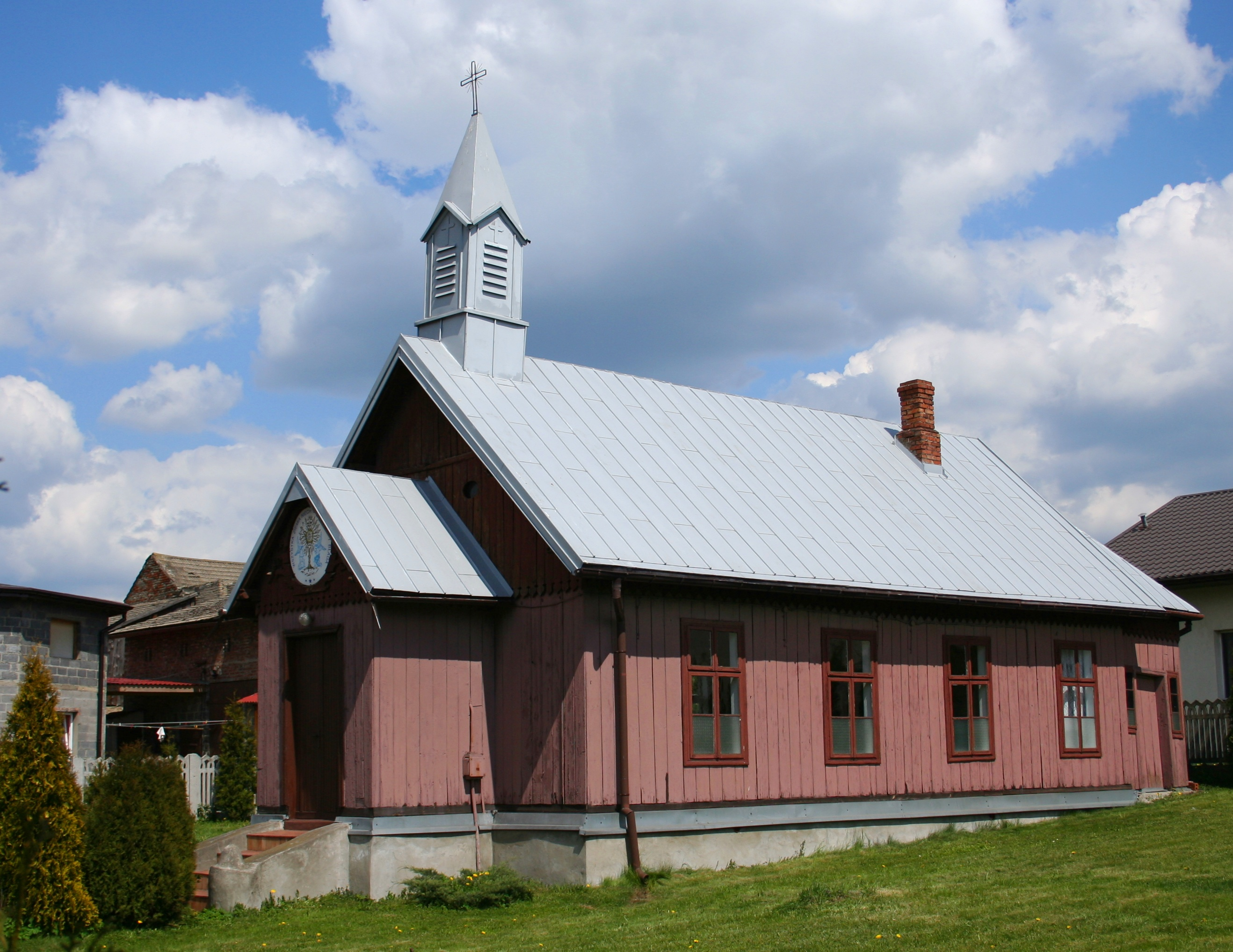

Kościół znajduje się przy ulicy Cegielnianej 4. Zbudowany w 1917 roku. Budowla drewniana, jednonawowa, salowa, z kruchtą i wyodrębnioną zakrystią. Nad wejściem emblemat mariawicki (przedstawiający adorację Przenajświętszego Sakramentu). Dachy blaszane. Nad frontową częścią nawy blaszana wieżyczka zwieńczona ostrosłupowym hełmem. W maju 2016 r. bp M. Bernard Kubicki, zastępca Biskupa Naczelnego Kościoła Starokatolickiego Mariawitów dokonał poświęcenia dwóch nowych obrazów: patrona parafii – św. Paschalisa oraz św. Marii Franciszki. W 2017 roku kościół przeszedł gruntowny remont z inicjatywy ówczesnego proboszcza kapłana Marii Daniela Mamesa. 
W świątyni odprawiane są Msze w co drugą niedzielę o godz. 10.00, w większe święta kościelne, a także adoracja ubłagania 17. dnia każdego miesiąca o godz. 17.00. Uroczystość parafialna obchodzona jest w najbliższą sobotę od 17 maja, tj. wspomnienia św. Paschalisa Baylón, patrona Związku Mariawitów Nieustającej Adoracji Ubłagania. 